# 31728 Rhondah
31728 Rhondah este o planetă minoră (asteroid) din centura de asteroizi. A fost descoperită pe 12 mai 1999 la Experimental Test Site⁠(d) de Lincoln Near-Earth Asteroid Research. 
Obiectul prezintă o orbită caracterizată de o semiaxă mare de 2,7215389 UAi, o excentricitate de 0,1, o înclinație de 5,09165 ° în raport cu ecliptica.